# Ricinus
Ricinus communis (også kaldet olieplante og kristpalme) er en tropeplante, hvoraf der udvindes amerikansk olie. Planten er det eneste medlem af slægten Ricinus, samt undertribus Ricininae.
I troperne kan den vokse sig til store træer på op til 12 meter.
I Danmark dyrkes den oftest som et-årig solitærplante, der med lidt held kan blive ca. 2 meter høje på en sæson. Den kan dog også dyrkes som fler-årig, hvis den står frostfrit om vinteren.
Bladene bliver op til ca. 60 cm i diameter. Blomsterstanderne består af knap så iøjnefaldende han- og hunblomster, der afløses af store piggede frugter med 3 frø i hver.
Det giftige protein ricin udvindes af planten.
| Botanik | Spire Denne botanikartikel er en spire som bør udbygges. Du er velkommen til at hjælpe Wikipedia ved at udvide den. |